# Venère
Venère é uma comuna francesa na região administrativa de Borgonha-Franco-Condado, no departamento de Alto Sona. Estende-se por uma área de 7,96 km². Em 2010 a comuna tinha 218 habitantes (densidade: 27,4 hab./km²).